# Carlos Alberto Martínez
Carlos Alberto Martínez Martínez (Santiago, 18 de julio de 1885-Santiago, 9 de marzo de 1972) fue un  dirigente obrero, militante socialista y revolucionario chileno. Desde 1933 hasta 1938, se desempeñó como diputado de la República, para luego ejercer como ministro de Tierras y Colonización en el gobierno del presidente radical Pedro Aguirre Cerda. Previamente ocupó el mismo cargo en las vicepresidencias de Juan Esteban Montero y en la llamada "República Socialista" presidida por el general Arturo Puga Osorio. Tras su paso ministerial, fungió como senador durante tres periodos legislativos consecutivos desde 1939 hasta 1961.

## Familia y estudios
Nació en Santiago de Chile el 18 de julio de 1885, hijo de Pedro y Gabriela Martínez. Uno de sus nietos, Gutenberg Martínez, fue también político, de militancia demócrata cristiana.
Realizó sus estudios primarios en la ciudad de Santiago. Comenzó a trabajar a la edad de doce años, en una barraca de maderas; posteriormente, y debido a un accidente del trabajo, ingresó a la "Imprenta Universo", en la cual estuvo por más de 20 años, donde aprendió los oficios de litografía, encuadernación y linografía. Luego abrió un taller de imprenta hasta el año 1944.
Fue corresponsal de periódicos sindicales, tales como La Reforma de Santiago, El Trabajo de Tocopilla, y El Despertar de Iquique. También dirigió el periódico de la Federación Obrera, de igual nombre.
Se casó con Rosa Klein, con quien tuvo seis hijos: Carlos Alberto, Franklin, Dante, Gutenberg, Edison y Hugo.

## Vida política

### Inicios
Su vida está ligada a los inicios de la organización del movimiento obrero del país, como fundador de la primera agrupación sindical de los obreros de las imprentas y de la Federación Gráfica, creada en 1903. Además, fue parte activa de la organización de la Federación Obrera de Chile (FOCH).
Colaboró en la formación de las sociedades mutualistas, principalmente la Sociedad Igualdad y Trabajo, grupos que fueron la base de las futuras centrales sindicales de trabajadores. Fue uno de los seguidores de los postulados de Luis Emilio Recabarren.
En abril de 1925 formó parte del Frente Social Republicano (FSR), conformado después de la caída del régimen parlamentario, y antecedente de la Unión Social Republicana de Asalariados de Chile (USRACH), partido que presidió y al que perteneció hasta 1928. Ese mismo año, durante la dictadura de Carlos Ibáñez del Campo, fue relegado a Tierra Amarilla.
En julio de 1931 ingresó a la Nueva Acción Pública (NAP), partido fundado por Eugenio Matte Hurtado, de orientación socialista. Integró esta organización hasta 1933, año en que ingresó al Partido Socialista de Chile (PS), fundado el 19 de abril de ese año.

### Ministro de Estado
Ocupó varios cargos ministeriales en los años treinta. Fue ministro de Tierras y Colonización durante la vicepresidencia del radical Juan Esteban Montero, entre el 14 de agosto y el 2 de septiembre de 1931, renunciando durante la vicepresidencia de Manuel Trucco Franzani. Más tarde, ocupó el mismo cargo en la Junta de Gobierno de la República Socialista, durante la presidencia provisional del militar Arturo Puga Osorio, desde el 5 al 16 de junio de 1932.

### Parlamentario

#### Diputado
En las elecciones parlamentarias de 1932, fue elegido como diputado, por la Séptima Agrupación Departamental Santiago (1° distrito), por el período 1933-1937. Durante su gestión integró la Comisión Permanente de Gobierno Interior; y la Comisión Especial para Estudiar las Denuncias contra la Bradden Copper en 1936.
Paralelamente, en 1936 participó de la creación de la Confederación de Trabajadores de Chile (CTCH), que unió a la Federación Obrera de Chile, Confederación Nacional de Sindicatos y a la Asociación de Empleados de Chile.
En las elecciones parlamentarias de 1937, fue reelegido como diputado por la Séptima Agrupación Departamental Santiago (1° distrito), por el período 1937-1941. En dicho periodo legislativo integró la Comisión Permanente de Gobierno Interior.

#### Interrupción ministerial
En el gobierno del presidente radical Pedro Aguirre Cerda, fue nombrado nuevamente ministro de Tierras y Colonización, cargo que ejerció desde el 24 de diciembre de 1938 hasta el 28 de septiembre de 1939. Por haber aceptado el cargo de ministro de Estado, tuvo que dejar su escaño diputacional, siendo reemplazado por Gerardo López Urbina.

#### Senador
En una elección complementaria de 1939, asumió la senaturía por la Primera Agrupación Provincial, correspondiente a Tarapacá y Antofagasta, el 29 de noviembre de 1939, para terminar el período senatorial constitucional 1937-1945, en reemplazo de Oscar Schnake Vergara, quien también aceptó un cargo de ministro de Estado. Integró la Comisión Permanente de Gobierno; y la de Policía Interior y Reglamento; fue senador reemplazante en la Comisión Permanente de Trabajo y Previsión Social.
Se postuló a la reelección en las elecciones parlamentarias de 1945, resultando vencedor como senador, pero esta vez por la Tercera Agrupación, correspondiente a las provincias Aconcagua y Valparaíso, por el período 1945-1953; integró la Comisión Permanente de Gobierno; y la de Policía Interior y Reglamento. Fue además, miembro de la Comisión Especial para Resolver Desacuerdos Producidos con Respecto a Insistencias sobre Modificación de las leyes n.º 5.931 y 6.245, en el año 1949; y de la Comisión Especial de Recepción al presidente de la República al Congreso Pleno en 1951.
Por tercera y última vez, resultó reelecto senador por la Tercera Agrupación Provincial Aconcagua y Valparaíso, por el período 1953-1961. Fue vicepresidente del Senado, entre el 8 de abril y el 26 de noviembre de 1958. Integró la Comisión Permanente de Gobierno; la de Defensa Nacional; y la de Trabajo y Previsión Social. Además, fue miembro de la Comisión Especial de Reglamento en 1953. A nivel partidista, participó del Comité parlamentario Socialista, desde 1933 hasta 1958.

##### Labor parlamentaria
Entre las mociones presentadas junto con otros parlamentarios y que se convirtieron en ley de la República, se destaca la ley que incluía a los fotograbadores al régimen previsional de Caja de Empleados Públicos y Periodistas (ley N.º 6.221 de 4 de agosto de 1938); la de construcción de las obras de defensa del río Aconcagua en las ciudades de La Calera y Quillota (ley N.º 7.037 de 17 de septiembre de 1941); y la de asignación de recursos para la construcción de un edificio para la Asistencia Pública de Santiago (ley N.º 11.054 de 15 de diciembre de 1952).

### Últimos años y muerte
Fue consejero de la Corporación de Fomento de la Producción (Corfo), en representación del Senado; y de la Caja de la Marina Mercante (1957). Además, fue presidente y director de la Sociedad Chilena de Fertilizantes Limitada.
En sus últimos años fue presidente honorario de la Acción Popular Independiente (API), creada en 1969 y de la cual fue uno de sus fundadores. Este movimiento formó parte de la Unidad Popular (UP) y respaldó el gobierno del socialista Salvador Allende, entre 1970 y 1973.
Falleció el 9 de marzo de 1972, en su lugar natal, Santiago.